# Estação Rio dos Campos
A Estação Rio dos Campos foi uma estação ferroviária pertencente ao Ramal Mairinque-Santos da antiga EFS.
Foi inaugurada em 1935 e se localizava próxima do bairro Emburá, pertencente ao distrito de Marsilac, no Extremo sul da cidade de São Paulo.
A origem do nome se da por conta do Rio dos Campos que corre próximo ao local. O acesso era feito por meio de estradas de terra, que cortam o bairro; era um local com acesso difícil, pois ficava próxima do início da descida da Serra do Mar.
A estação foi desativada e demolida em 1960, porém, os trens de passageiros que faziam o trajeto entre Mairinque e Santos continuaram parando no local por alguns anos, até pararem definitivamente de atender a localidade.
Hoje em dia, a região é apenas um ponto de passagem dos trens de carga da Rumo Logística.
Na proximidade da região aonde se localizava esta estação, há alguns pontos turísticos, como o próprio Rio dos Campos, e a Cachoeira da Usina.